# لوتس يوروبا
لوتس يوروبا (بالإنجليزية: Lotus Europa)‏ هي سيارة من تصنيع شركة لوتس للسيارات.